# اینشتین و ادینگتون
اینشتین و ادینگتون (به انگلیسی: Einstein and Eddington) فیلمی به کارگردانی فیلیپ مارتین و نویسندگی پیتر موفات که در ۲۲ نوامبر ۲۰۰۸ به نمایش درآمد.
این فیلم نگاهی به تکامل نظریهٔ نسبیت آلبرت اینشتین و رابطهٔ او با دانشمند بریتانیایی سر آرتور ادینگتون، اولین فیزیکدانی که ایده‌های اورا درک کرد می‌اندازد.